# В'єснік
Хмарочос Vjesnik (хорв. Vjesnikov neboder) — діловий висотний будинок у столиці Хорватії Загребі, на перетині Славонського проспекту і Савського шляху.

## Подробиці
Побудований 1972 року хмарочос являє собою частину комплексу, який також містить нижчі комерційні будівлі. Будинок дістав назву від газетного підприємства, яке видає газету Vjesnik. Він також відомий за прізвиськом «Шоколадна вежа» (хорв. Čokoladni toranj).
Хмарочос має висоту 67 м і складається з високого першого поверху і наступних 16 поверхів з радіощоглою на даху.
Висотний будинок має форму прямокутного паралелепіпеда зі сторонами 14 і 39 метрів.
Фасад зроблено зі світловідбивного жовтогарячого і коричневого матового скла, яке в тих місцях у часи будівництва було дуже модерним. Вікна не закріплені. Статику хмарочоса забезпечують 7 залізобетонних плит унизу розміром 40x80 см, які тоншають до верху до розміру 40x40 см.
Біля хмарочоса є трамвайна зупинка «В'єснік», з денними маршрутами підприємства ZET №№4, 5, 14, 17 і нічним №32.
Через дедалі більшу кількість сучасних офісних центрів ціна квадратного метра у хмарочосі падає, а сам будинок зношується, навіть заговорили про його знесення, що викликало обурення серед громадян, архітекторів і містобудівників. Нині відомо, що незабаром відбудеться ремонт будівлі.

## Цікавинки
- На створення цієї висотки надихнув хмарочос Lever House [Архівовано 29 вересня 2007 у Wayback Machine.]

## Галерея

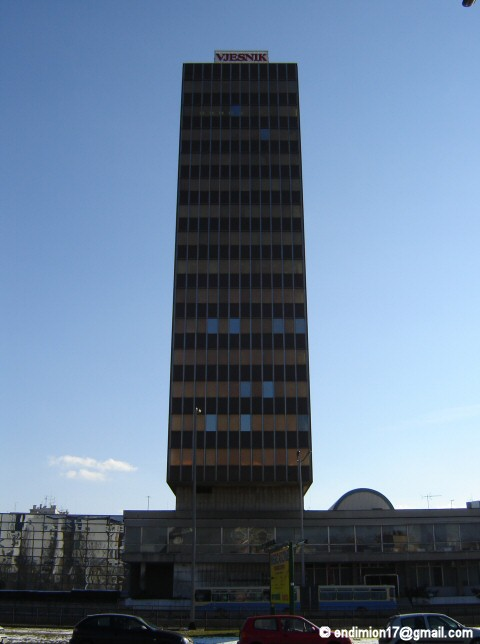
Вузька сторона хмарочоса
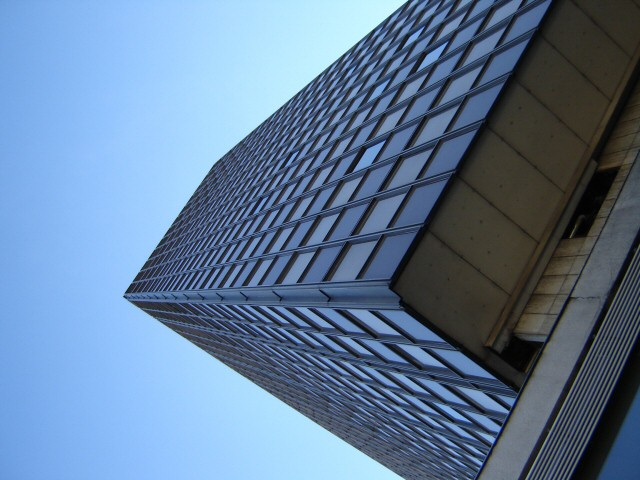
Вид на верхівку від головного входу
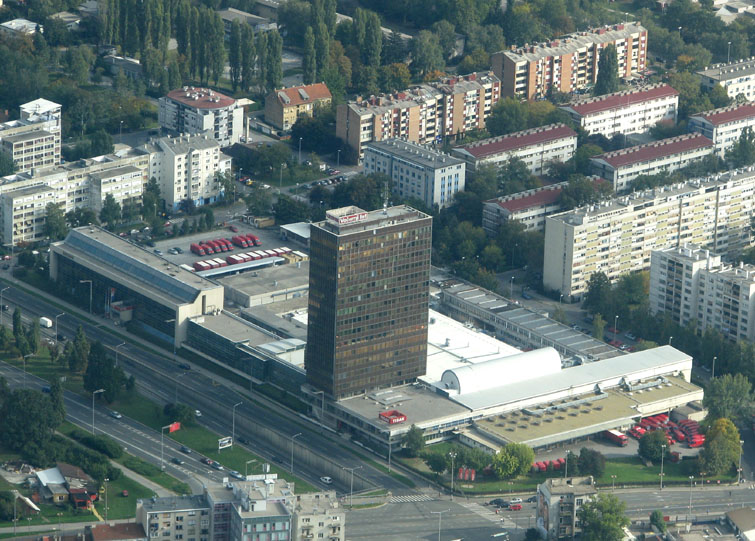
Хмарочос із повітря
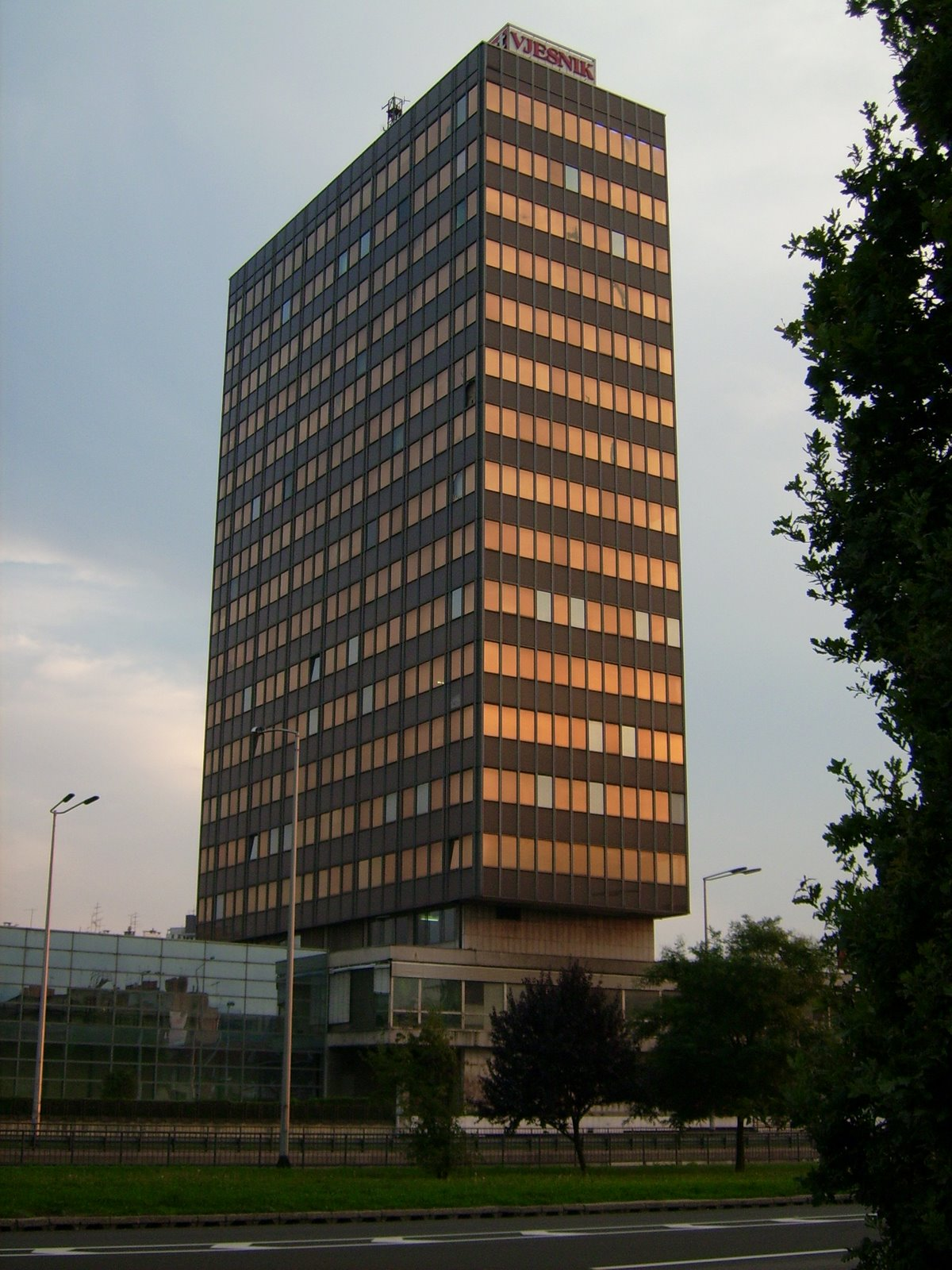
Вид на хмарочос у бік південного заходу